# اچ‌ام‌اس دیلیجنت (۱۷۹۰)
اچ‌ام‌اس دیلیجنت (۱۷۹۰) (به انگلیسی: HMS Diligent (1790)) یک کشتی بود. این کشتی  در سال ۱۷۹۰ ساخته شد.